# Red Bull RB12
El Red Bull RB12 es un monoplaza de Fórmula 1 diseñado por Adrian Newey y Dan Fallows para Red Bull Racing, con el objetivo de competir en la Temporada 2016 de Fórmula 1. Es conducido por Daniel Ricciardo y Daniil Kvyat, por segunda temporada consecutiva.
Pero después del Gran Premio de Rusia, Red Bull Racing confirma que Daniil Kvyat fue descendido a Toro Rosso por problemas con el equipo, Kvyat fue reemplazado por el joven piloto que sorprendió en la temporada 2015: Max Verstappen, quien debutó en el Gran Premio de España de 2016 ganando la carrera.
Tras un final de 2015 en el cual la escudería rompió relaciones con Renault por estar insatisfecha con el rendimiento del motor galo, finalmente llegaron a un acuerdo para seguir utilizando sus unidades de potencia, renombradas por el relojero suizo TAG Heuer.

## Resultados
(Clave) (negrita indica pole position) (cursiva indica vuelta rápida)

| Año  | Motor                  | Neu. | N.º | Pilotos          | 1   | 2   | 3   | 4   | 5   | 6   | 7   | 8   | 9   | 10  | 11  | 12  | 13  | 14  | 15  | 16  | 17  | 18  | 19  | 20  | 21  | Puntos | Pos. |
| ---- | ---------------------- | ---- | --- | ---------------- | --- | --- | --- | --- | --- | --- | --- | --- | --- | --- | --- | --- | --- | --- | --- | --- | --- | --- | --- | --- | --- | ------ | ---- |
| 2016 | TAG Heuer 1.6 V6 Turbo | P    |     |                  | AUS | BHR | CHN | RUS | ESP | MON | CAN | EUR | AUT | GBR | HUN | GER | BEL | ITA | SIN | MYS | JPN | USA | MEX | BRA | ABU | 468    | 2º   |
| 2016 | TAG Heuer 1.6 V6 Turbo | P    | 3   | Daniel Ricciardo | 4   | 4   | 4   | 11  | 4   | 2   | 7   | 7   | 5   | 4   | 3   | 2   | 2   | 5   | 2   | 1   | 6   | 3   | 3   | 8   | 5   | 468    | 2º   |
| 2016 | TAG Heuer 1.6 V6 Turbo | P    | 26  | Daniil Kvyat     | DNS | 7   | 3   | 15  |     |     |     |     |     |     |     |     |     |     |     |     |     |     |     |     |     | 468    | 2º   |
| 2016 | TAG Heuer 1.6 V6 Turbo | P    | 33  | Max Verstappen   |     |     |     |     | 1   | Ret | 4   | 8   | 2   | 2   | 5   | 3   | 11  | 7   | 6   | 2   | 2   | Ret | 4   | 3   | 4   | 468    | 2º   |

- ≠ El piloto no acabó el Gran Premio, pero se clasificó al completar el 90% de la distancia total.